# Moucherolle à tête blanche
Arundinicola leucocephala
Ne doit pas être confondu avec Moucherolle à ventre blanc, Moucherolle à gorge blanche, Moucherolle à bavette blanche ou Moucherolle à tête noire.
Genre
Espèce
Statut de conservation UICN

 LC  : Préoccupation mineure
Le Moucherolle à tête blanche (Arundinicola leucocephala) est une espèce de passereaux de la famille des Tyrannidae. C'est l'unique espèce du genre Arundinicola.

## Description

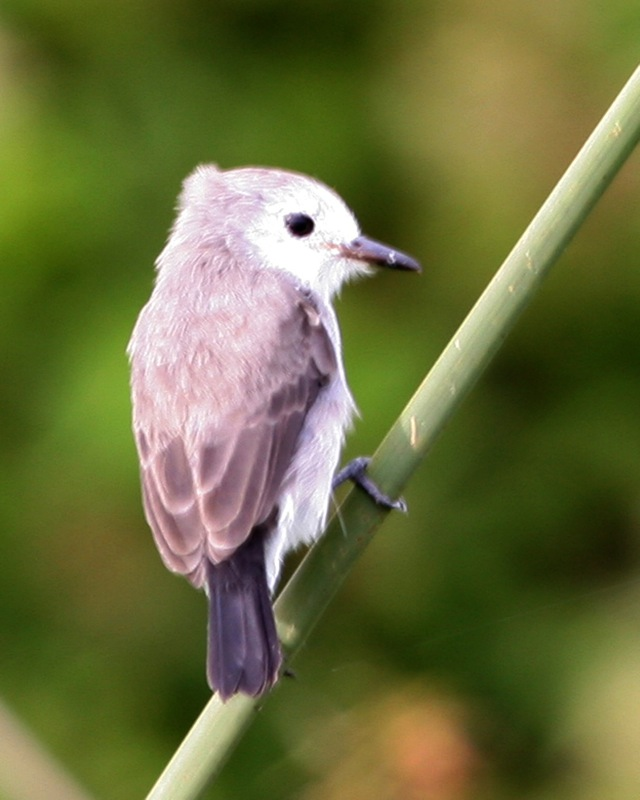
Moucherolle à tête blanche femelle

Le moucherolle à tête blanche est un petit oiseau mesurant de 12 à 13 cm pour une masse de 10 à 16 grammes.
Le dimorphisme sexuel est très marqué : le mâle a la tête blanche avec le reste du plumage d'un noir profond tandis que la femelle est grise et blanche.

## Répartition
Cette espèce vit un peu partout en Amérique du Sud, de l'Argentine à la Guyane, au Venezuela, en Colombie, en Bolivie, au Paraguay et au Brésil.

## Habitat
Cet oiseau affectionne les zones humides et marécageuses, notamment les mangroves.

## Reproduction
Le nid est une boule ovoïde constituée d'herbes et d'autres végétaux, avec une unique entrée latérale. Il est placé sur une branche, près ou au-dessus de l'eau. Mâle et femelle couvent les 2 ou 3 œufs de couleur crème et marqués de quelques taches brunes. Les nids sont souvent parasités par les vachers.

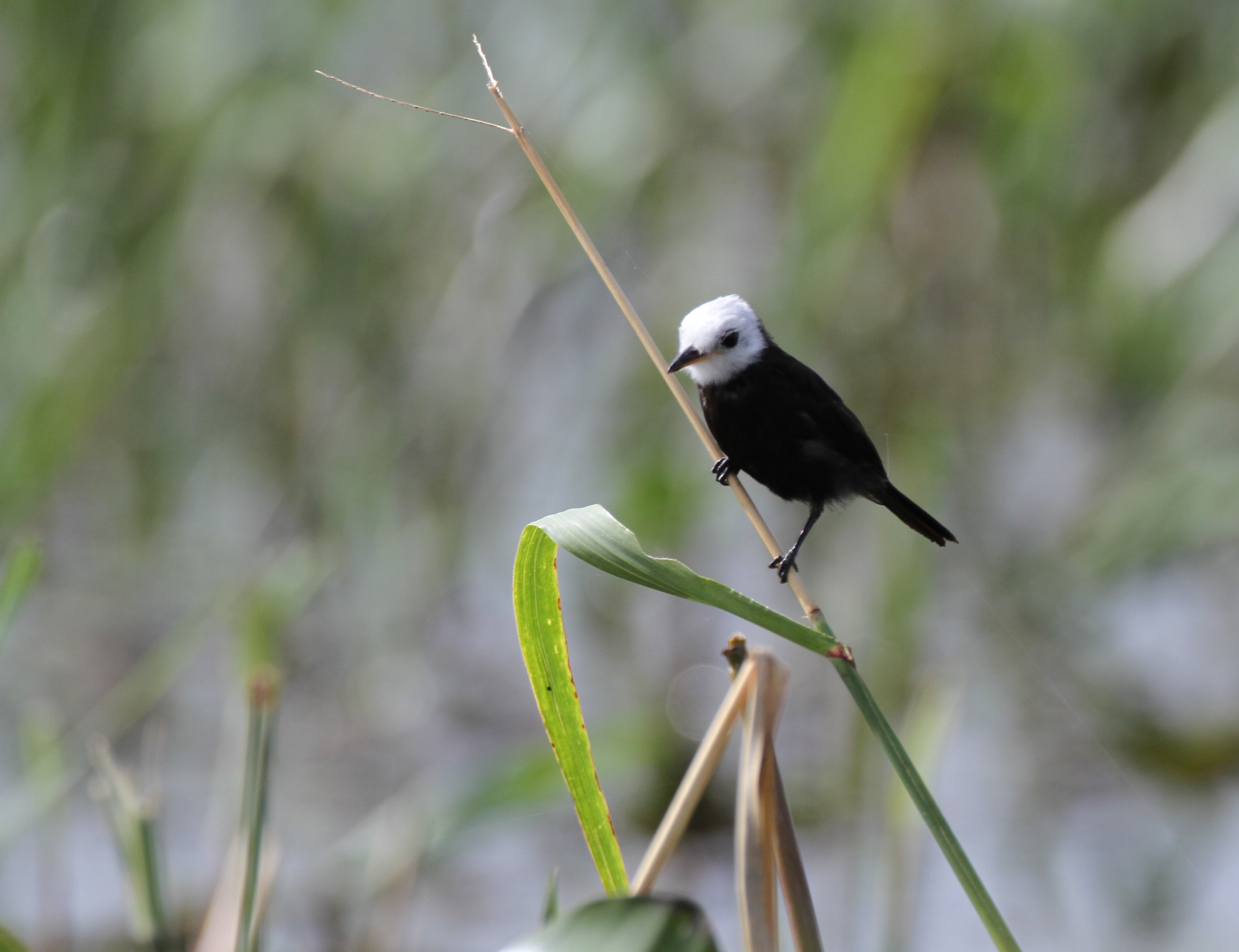
Moucherolle à tête blanche mâle

## Menaces
L'oiseau n'est pas considéré comme menacé par l'UICN. Cependant, les populations locales ou isolées peuvent disparaître en raison de la baisse de qualité de l'habitat.